# Lemniscomys griselda
Lemniscomys griselda é uma espécie de roedor da família Muridae.
Pode ser encontrada nos seguintes países: Angola, República Democrática do Congo e Zâmbia.
Os seus habitats naturais são: savanas áridas.